# قله نویس
قله نویس (به لاتین: Nevis Peak) یک کوه در سنت کیتس و نویس است که در سنت کیتس و نویس واقع شده‌است. قله نویس ۹۸۵ متر بالاتر از سطح دریا واقع شده‌است.